# 2909 Hoshi-no-ie
2909 Hoshi-no-ie eller 1983 JA är en asteroid i huvudbältet som upptäcktes den 9 maj 1983 av den japanske astronomen Sadao Sei i Chirorin. Den har fått sitt namn efter upptäckarens observatorium, Hoshi-no-ie(svenska:stjärnhuset).
Asteroiden har en diameter på ungefär 21 kilometer och den tillhör asteroidgruppen Eos.